# ۵۲۹ (قمری)
۵۲۹ (قمری)، پانصد و بیست و نهمین سال در گاهشماری هجری قمری است. اول محرم این سال برابر با بیست و نهم اکتبر سال ۱۱۳۴ میلادی است.

## وابسته
- مزیدیان